# Komet SWAN
C/2006 M4 je zadnji odkriti komet SWAN; ostali kometi SWAN so še C/2002 O6, C/2004 H6, C/2004 V13, C/2005 P3 in periodični komet P/SWAN (P/2005 T4).
Komet SWAN ali C/2006 M4 je komet, ki sta ga proti koncu junija 2006 neodvisno odkrila Robert D. Matson iz Kalifornije in Michael Mattiazzo iz mesta Adeleide v Južni Avstraliji.   

## Odkritje
Komet sta odkrila s pomočjo javno dostopnih slik z inštrumenta SWAN, ki bil nameščen na satelitu SOHO 

## Značilnosti
Komet je bil v prisončju 28. decembra 2006. Njegova svetlost je zelo hitro narasla od magnitude 7 do magnitude 4. 24. oktobra 2006 je bil viden že s prostim očesom.
Prvotno je bila njegova tirnica parabolična, pozneje pa je zaradi vplivov planetov postala hiperbolična. Potem, ko ne bo več vplivov planetov, bo izsrednost tirnice padla pod 1 in bo komet vezan na Osončje kot komet iz Oortovega oblaka.